# Список объектов всемирного наследия ЮНЕСКО в Нигерии
В списке объектов всемирного наследия ЮНЕСКО в Нигерии значится 2 наименования, что составляет около 0,2 % от общего числа (1248 на 2025 год). Оба объекта включены в список по культурным критериям. Кроме этого, по состоянию на 2021 год, 14 объектов на территории Нигерии находятся в числе кандидатов на включение в список всемирного наследия.

## Список
В данной таблице объекты расположены в порядке их добавления в список всемирного наследия ЮНЕСКО.
| # | Изображение | Название                | Местоположение | Время создания | Год внесения в список | №      | Критерии    |
| - | ----------- | ----------------------- | -------------- | -------------- | --------------------- | ------ | ----------- |
| 1 |             | Сукур Sukur             | Штат: Адамава  | неизвестно     | 1999                  | № 938  | iii, v, vi  |
| 2 |             | Осун-Осогбо Osun-Osogbo | Штат: Осун     | неизвестно     | 2005                  | № 1118 | ii, iii, vi |

## Предварительный список
В таблице объекты расположены в порядке их добавления в предварительный список. В данном списке указаны объекты, предложенные правительством Нигерии в качестве кандидатов на занесение в список всемирного наследия.
| #  | Изображение | Название                                                                                                  | Местоположение                                                    | Время создания | Год внесения в список | №      | Критерии         |
| -- | ----------- | --- | ----------------------------------------------------------------- | -------------- | --------------------- | ------ | ---------------- |
| 1  |             | Оборонительные стены Бенина Sungbo's Eredo                                                                | Штат: Огун                                                        | VIII — XV века | 1995                  | № 488  | ii, iii, iv, v   |
| 2  |             | Старый Ойо Old Oyo                                                                                        |                                                                   |                | 1995                  | № 489  | ii, v            |
| 3  |             | Квиамбана и Нинги Kwiambana                                                                               |                                                                   |                | 1995                  | № 492  | ii, iii, iv      |
| 4  |             | Холмы Обан Oban Hills                                                                                     | Штат: Кросс-Ривер                                                 | —              | 1995                  | № 493  | viii, ix, x      |
| 5  |             | Мангровые заросли дельты Нигера Niger Delta Mangroves                                                     | Штаты: Кросс-Ривер, Аква-Ибом, Байельса, Ондо, Ривер, Эдо, Дельта | —              | 1995                  | № 494  |                  |
| 6  |             | Национальный парк Гашака-Гумти Gashaka Gumti National Park                                                | Штаты: Тараба, Адамава                                            | —              | 1995                  | № 495  | vii, x           |
| 7  |             | Холм Иданре Idanre Hill                                                                                   | Штат: Ондо                                                        | —              | 2007                  | № 5169 | ii, iii, v       |
| 8  |             | Путь рабов в Арочукву (пещерный храмовый комплекс) Long Juju Slave Route of Arochukwu                     | Штат: Абия                                                        |                | 2007                  | № 5170 | iii, vi          |
| 9  |             | Древние стены города Кано Ancient Kano City Walls                                                         | Штат: Кано                                                        | XI — XIV века  | 2007                  | № 5171 | iii, v, vi       |
| 10 |             | Культурный ландшафт Сураме Surame cultural landscape                                                      | Штат: Сокото                                                      | XV — XVI века  | 2007                  | № 5172 | i, vii           |
| 11 |             | Каменные монолиты Алок Иком Alok Ikom Stone Monoliths                                                     | Штат: Кросс-Ривер                                                 | III — XIX века | 2007                  | № 5173 | i, iii           |
| 12 |             | Пещеры Огбунике Ogbunike Caves                                                                            | Штат: Анамбра                                                     | —              | 2007                  | № 5174 | vi, vii          |
| 13 |             | Культурный ландшафт озера Чад Lake Chad                                                                   | Штаты: Йобе, Борно                                                | —              | 2018                  | № 6360 | ii, iii, vii, ix |
| 14 |             | Национальные парки Кросс-Ривер, Коруп и Такаманда Cross River – Korup – Takamanda (CRIKOT) National Parks | Штат: Кросс-Ривер                                                 | —              | 2020                  | № 6204 | ix, x            |